# もぐらんぴあ
もぐらんぴあは、岩手県久慈市にある、同市が建設した「久慈地下水族科学館」と日本地下石油備蓄株式会社が建設した「石油文化ホール」による複合施設で、三陸海岸の久慈湾北岸にある。東北地方太平洋沖地震（東日本大震災）に伴う津波で被災して営業休止となったが、場所を移して「もぐらんぴあ まちなか水族館」として再開した。その後、2016年に元の場所で営業を再開した。

## 沿革
- 1994年（平成6年）4月 - 国家石油備蓄基地の作業坑を活用して開館（北緯40度13分16.4秒 東経141度48分57秒 / 北緯40.221222度 東経141.81583度）。
- 2005年（平成17年）7月18日 - もぐらんぴあみなとオアシスとして国土交通省のみなとオアシスに登録。
- 2011年（平成23年）
  - 3月11日 - 東北地方太平洋沖地震（東日本大震災）に伴う津波により施設全壊、営業停止[2]。
  - 8月5日 - 久慈市内の空き店舗を利用した「もぐらんぴあ まちなか水族館」（北緯40度11分25.8秒 東経141度46分10.8秒 / 北緯40.190500度 東経141.769667度）として営業再開[3]。
- 2016年（平成28年）
  - 3月31日 - 本館再開準備のため、まちなか水族館閉館[4][5]。
  - 4月23日 - 元の所在地で防災機能を備えた水族館として再開[6][7][8][9]。

## 久慈地下水族科学館
久慈地下水族科学館（くじちかすいぞくかがくかん）は、日本で唯一の地下水族館で、約200種類2,000匹程度の魚介類が展示されていた。トンネル水槽では頭上を魚が泳ぎ、地中にあって海中にいるような体験が出来た。2011年3月11日の東日本大震災で被災して以降休業中であったが、市街久慈駅前の空き店舗を利用し「もぐらんぴあ まちなか水族館」として仮営業していた。その後、2016年に元の場所に戻っての営業を再開する。再開後は久慈の海を再現した水槽や、南部もぐり、北限の海女の潜水作業の実演、さかなクンコーナーなども設けられている。

## 石油文化ホール
石油文化ホール（せきゆぶんかホール）は発破体験スペースや石油インフォメーションシアターがあった。2011年（平成23年）3月11日の東北地方太平洋沖地震（東日本大震災）による被災後は休業していた。
2016年、水族館とともに再開した。シアターは管理棟2Fに移動した。

## もぐらんぴあ まちなか水族館

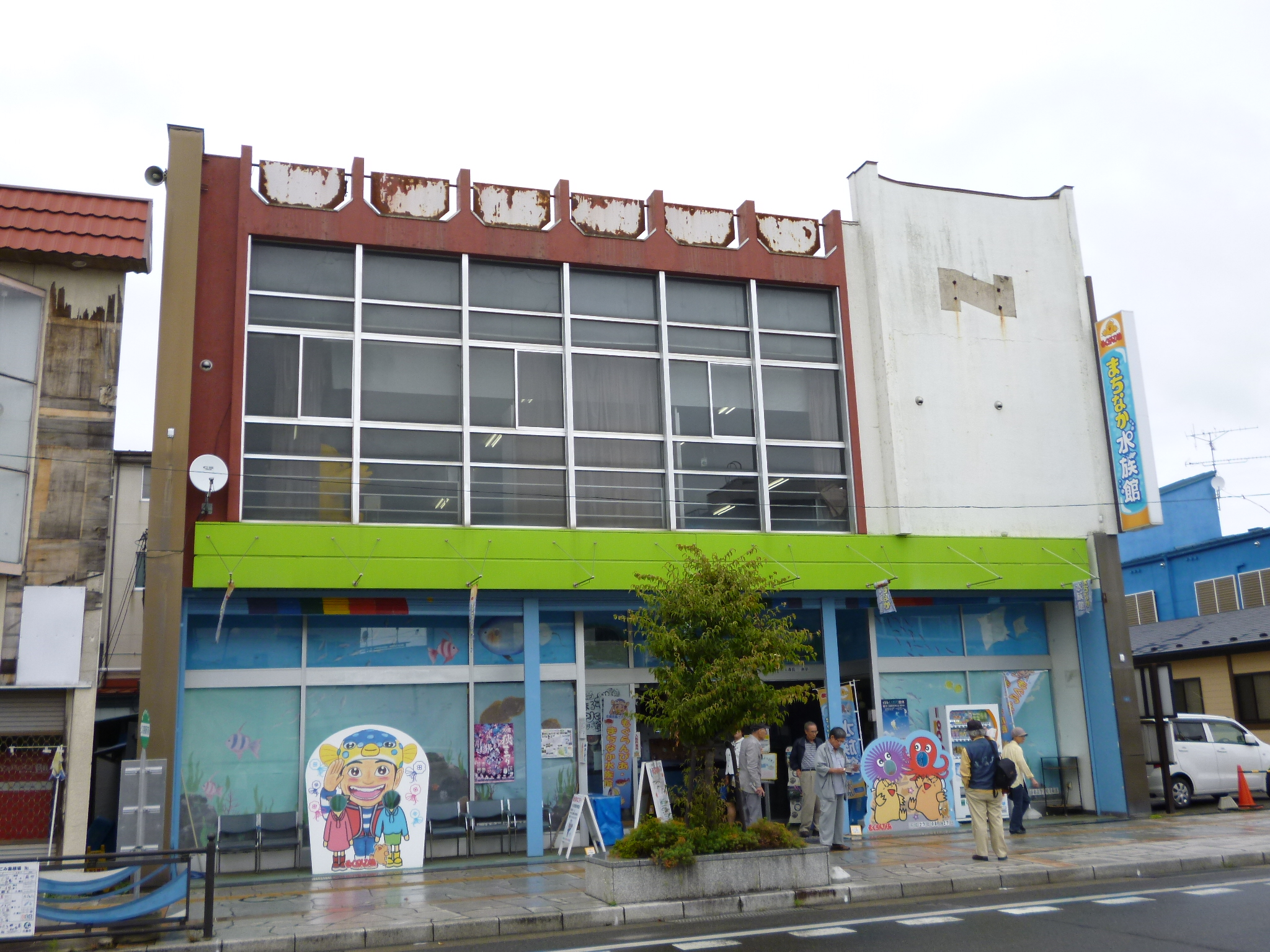
もぐらんぴあ　まちなか水族館（2015年8月）

2011年（平成23年）5月、国の緊急雇用創出事業を活用して「もぐらんぴあ」を移転・再開することが決定し、市中心部にある空き店舗だった旧中村家具店（久慈市中央2-9）の1階を改装して同年8月5日に「もぐらんぴあ まちなか水族館」として開館した。鶴岡市立加茂水族館（山形県）からクラゲ4種30点、サンシャイン国際水族館（東京都）からは大型水槽、毎年夏に「もぐらんぴあ」でトークショーを行ってきたさかなクンからは自身のコレクションの魚やイラストが贈られるなど、様々な支援を受けた。2013年3月、さかなクンからフグなど約100匹が寄贈された。
もぐらんぴあ移転後、まちなか水族館として使用された同施設には「あまちゃんハウス」が移設されたが2020年（令和2年）6月に閉館し、久慈駅前の久慈市情報交流センターYOMUNOSUに一部展示物が移設されている。

### 交通アクセス
- 東日本旅客鉄道（JR東日本）および三陸鉄道リアス線・久慈駅より徒歩1分。